# Теодор Ватац
Теодор Ватац (грч. Θεοδωρος Βατατζης) је био аристократа и војни заповедник у Византијском царству за време владавине царева Јована II Комнина и Манојла I Комнина.

## Историјат
Теодор Ватац је био члан породице Ватац, која је годинама била истакнута у граду и региону Адријанопоља у Тракији. Породица се уздигла до првог ранга византијске аристократије, и до изражаја у политици царства, захваљујући самом Теодору. Теодор је био један из групе способних људи које је цар Јован II унапредио на положаје ауторитета као алтернативу ослањању на чланове царске породице, којима није веровао. Теодор се 1131. оженио принцезом порфирогенитом Евдокијом Комнином, ћерком цара Јована II и његове царице Ирене Угарске, и уздигнут је до дворског достојанства севастохипертата..

## Војна каријера у време владавине цара Манојла I
Записи о војним подвизима Теодора Ватаца за време владавине цара Јована II нису сачувани. Међутим, у време владавине цара Манојла I Комнина, Јовановог наследника и Теодоровог шурака, он улази у савремене изворе као значајан војни командант током 1150-их. Ватац је 1151. године био виши генерал на граници са Угарском, пустошио је област око града Земуна и одржавао блокаду града, све док се није лично предао цару Манојлу I. Јермени из Киликије су се побунили и 1158. Цар Манојло I је водио кампању да поврати контролу над регионом; ово би такође отворило пут до Антиохије, чија је контрола била његов главни циљ. Теодору Ватацу је поверено заузимање главног утврђеног града Тарса. Мислећи да је цар стигао са свом војском, браниоци су се успаничили и град је одмах пао пред византијску силу.

## Породица
Теодор и његова жена имали су неколико деце:
- Јован (око  1132–1185), мега доместик, који је однео запажену победу над Турцима Селџуцима (битка код Хјелиона и Леимохеира), а касније се побунио против цара Андроника I Комнина.[тражи се извор]
- Андроника (око  1133–1176), такође истакнут војсковођа, убили су га Турци Селџуци када је водио поход на Амасију 1176. године.[тражи се извор]
- ћерка, вероватно по имену Ана (око  1136–после 1186), удала се за Нићифора Синадина, а затим за генерала Алексија Вранаса.[тражи се извор]
- Теодора Комнина (око 1137–после 1185), удала се за генерала и дипломату Нићифора Шалуфа. Позната по својој лепоти, постала је љубавница свог ујака, цара Манојла I, рађајући му ванбрачног сина.[тражи се извор]
- Исак Комнин Ватац (око  1139–непознато), познат је само из песме која слави његову женидбу, в. 1158, са Иреном Комнин, праунуком севастократора Исака Комнина, брата цара Алексија I Комнина. Ништа се даље не зна о пару.[тражи се извор]
- Алексије Комнин Ватац (око  1140–после 1166), ожењен Маријом Пегонитисом око. 1158, последњи пут је посведочен на синоду у Влахерни у марту 1166. Био је отац Исака Комнина Ватаца.[тражи се извор]

### Примарни извори
- Choniates, Nicetas (1984). O City of Byzantium: Annals of Niketas Choniatēs. Detroit: Wayne State University Press. ISBN 0-8143-1764-2.
- Kinnamos, John (1976). Deeds of John and Manuel Comnenus. Превод: Charles M. Brand. Columbia University Press.

### Секундарни извори
- Magdalino, Paul (2002) [1993]. The Empire of Manuel I Komnenos, 1143–1180. Cambridge: Cambridge University Press. ISBN 978-0-521-52653-1.
- Varzos, Konstantinos (1984). Η Γενεαλογία των Κομνηνών [The Genealogy of the Komnenoi] (PDF) (на језику: Greek). B. Thessaloniki: Centre for Byzantine Studies, University of Thessaloniki. OCLC 834784665. Архивирано из оригинала (PDF) 30. 01. 2021. г. Приступљено 28. 06. 2023.